# Gordius solaris
Gordius solaris är en djurart som tillhör fylumet tagelmaskar, och som beskrevs av Kirjanova 1950. Gordius solaris ingår i släktet Gordius, och familjen Gordiidae. Inga underarter finns listade i Catalogue of Life.